# 시범 종목
시범 종목은 대중에 대한 보급 및 관심 고취를 목적으로 주로 올림픽이나 기타 각종 대회에서 실시되는 경기 종목을 말한다.
최초의 시범 종목은 1912년 하계 올림픽에서 개최국 스웨덴이 자국의 전통 레슬링인 글리마를 경기 종목에 포함시킨 것이었다. 이 경기 종목의 메달은 공식 메달 집계에는 포함되지 않았다. 이때부터 대부분의 개최국들이 매 대회 때마다 한 가지 이상의 시범 종목을 포함시키기 시작했다. 시범 종목으로는 대개 개최국 내에서의 인기도가 높은 스포츠가 선택되는데, 1984년 로스앤젤레스 올림픽의 농구 종목과 1988년 서울 올림픽의 태권도 종목이 그 예이다. 1912년부터 1992년 올림픽까지 시범 종목이 없었던 대회는 단 두 개 대회뿐이다. 일부 시범 종목은 대중의 인기를 얻는데 성공하여 이후 대회에서 정식 종목으로 채택되기도 하였다. 관례적으로 시범 종목의 메달은 정식 종목의 메달과 형태는 똑같지만 크기가 더 작다. 시범 종목의 메달은 공식 메달 집계에는 포함되지 않는다.
올림픽 경기 종목의 숫자가 너무 많아져 개별 종목에 대한 관심도가 분산된다는 지적에 따라, 1992년 하계 올림픽 이후로 시범 종목의 운영은 중단된 상태이다. 현재로서는 개최국의 요구가 있다 해도 시범 종목이 재도입될 가능성은 낮다. 그러나, 2008년 하계 올림픽에서 베이징 올림픽 조직위원회는 IOC의 허가를 받아 우슈 대회를 올림픽 대회와 함께 개최한 사례가 있기도 하다.
1984년 하계 올림픽부터는 패럴림픽을 홍보하기 위한 목적으로 매 대회에 두 개의 패럴림픽 종목(남자 및 여자 휠체어 경주 종목)이 육상 부문에 포함되어 왔다. 동계 올림픽의 경우 알파인 스키(1984, 1988)와 노르딕 스키(1988)가 장애인 시범 종목으로 도입되었던 바 있다.

## 하계 올림픽
다음은 역대 하계 올림픽에서 채택되었던 시범 종목들의 목록이다.
| 대회                 | 시범 종목 | 정식 종목 채택 시기 |
| -------------------- | --- | ------------------- |
| 1900년 파리1         | • 낚시 (남자) • 기구 비행 (남자) • 불 (남자) • 대포 (남자) • 소방 (남자) • 연 날리기 (남자) • 주드폼 (남자) • 인명 구조 (남자) • 롱그폼 (남자) • 모터사이클 (남자) • 비둘기 경주 (남자) • 모터보트 (남자) |                     |
| 1904년 세인트루이스1 | • 농구 (남자) • 미식 축구 (남자) • 게일릭 풋볼 (남자) • 헐링 (남자) • 모터사이클 (남자) | • 1936              |
| 1908년 런던1         | • 사이클 폴로 (남자) |                     |
| 1912년 스톡홀름      | • 야구 (남자) • 글리마 (남자) | • 19922             |
| 1920년 안트베르펀    | • 코프볼 (남자) |                     |
| 1924년 파리          | • 바스크 펠로타 (남자) • 라칸 (남자) • 캐나다 카누 및 카약 (남자) • 서베트 (남자) | • 1936              |
| 1928년 암스테르담    | • 프리슬란트 핸드볼 (남자) • 코프볼 (남자) • 라크로스 (남자) |                     |
| 1932년 로스앤젤레스  | • 미식 축구 (남자) • 라크로스 (남자) |                     |
| 1936년 베를린        | • 야구 (남자) • 글라이딩 (남자) |                     |
| 1948년 런던          | • 라크로스 (남자) • 스웨덴 (링) 체조 (남자 및 여자) |                     |
| 1952년 헬싱키        | • 핀란드 야구 (남자) • 11인 핸드볼 (남자) |                     |
| 1956년 멜버른        | • 오지 풋볼 (남자) • 야구 (남자) |                     |
| 1960년 로마          | 없음 |                     |
| 1964년 도쿄          | • 야구 (남자) • 일본 무도 (남자) |                     |
| 1968년 멕시코 시티   | • 바스크 펠로타 (남자) • 테니스 (남자 및 여자) | • 19883             |
| 1972년 뮌헨          | • 배드민턴 (남자 및 여자) • 수상 스키 (남자 및 여자) | • 1992              |
| 1976년 몬트리올      | 없음 |                     |
| 1980년 모스크바      | 없음 |                     |
| 1984년 로스앤젤레스  | • 야구 (남자) • 테니스 (남자 및 여자) |                     |
| 1988년 서울          | • 배드민턴 (남자 및 여자) • 야구 (남자) • 볼링 (남자 및 여자) • 유도 (여자) • 태권도 (남자 및 여자) | • 1992 • 2000       |
| 1992년 바르셀로나    | • 바스크 펠로타 (남자 및 여자) • 롤러 하키 (남자) • 태권도 (남자 및 여자) |                     |
| 1996년 애틀란타      | 없음 |                     |
| 2000년 시드니        | 없음 |                     |
| 2004년 아테네        | 없음 |                     |
| 2008년 베이징        | 우슈 |                     |
| 2012년 런던          | 없음 |                     |

- 1 시범 종목이 공식적으로 도입된 것은 1912년 대회부터이지만, 실제로는 그 이전 대회에서도 이미 비공식적으로 몇몇 시범 경기들이 실시되고 있었다.[5]
- 2 야구는 2008년 하계 올림픽 이후 정식 종목에서 제외되었음.
- 3 테니스는 1896~1924년 대회에서도 정식 종목이었다가, 1924년 이후 일시적으로 정식 종목에서 제외되어 있었다.

## 동계 올림픽
다음은 역대 동계 올림픽에서 채택되었던 시범 종목들의 목록이다.
| 대회                        | 시범 종목 | 정식 종목 채택 시기 |
| --------------------------- | --- | ------------------- |
| 1924년 샤모니               | 없음 |                     |
| 1928년 장크트모리츠         | • 밀리터리 패트롤 (남자) • 스키저링 (남자) |                     |
| 1932년 레이크 플래시드      | • 컬링 (남자) • 개썰매 경주 (남자) • 스피드 스케이팅 (여자)                                                                                     | • 19984 • 1960      |
| 1936년 가르미슈파르텐키르헨 | • 밀리터리 패트롤 (남자) • 아이스 스톡 (남자)                                                                                                   |                     |
| 1948년 장크트모리츠         | • 밀리터리 패트롤 (남자) • 동계 5종 경기 (남자)                                                                                                 |                     |
| 1952년 오슬로               | • 밴디 (남자) |                     |
| 1956년 코르티나담페초       | 없음 |                     |
| 1960년 스쿼 밸리            | 없음 |                     |
| 1964년 인스브루크           | • 아이스 스톡 (남자) |                     |
| 1968년 그르노블             | 없음 |                     |
| 1972년 삿포로               | 없음 |                     |
| 1976년 인스브루크           | 없음 |                     |
| 1980년 레이크 플래시드      | 없음 |                     |
| 1984년 사라예보             | • 장애인 알파인 스키 (남자) |                     |
| 1988년 캘거리               | • 컬링 (남자 및 여자) • 프리스타일 스키 (남자 및 여자) • 쇼트 트랙 스피드 스케이팅 (남자 및 여자) • 장애인 알파인 및 노르딕 스키 (남자 및 여자) | • 1992              |
| 1992년 알베르빌             | • 컬링 (남자 및 여자) • 스피드 스키 (남자 및 여자) • 프리스타일 스키 – 에어리얼 스키 및 스키 발레 (남자 및 여자)                                |                     |
| 1994년 릴레함메르           | 없음 |                     |
| 1998년 나가노               | 없음 |                     |
| 2002년 솔트레이크 시티      | 없음 |                     |
| 2006년 토리노               | 없음 |                     |
| 2010년 벤쿠버               | 없음 |                     |
| 2014년 소치                 | 없음 |                     |

- 4 스피드 스케이팅은 1924년 대회 프로그램 중 일부였다.

## 같이 보기
- 올림픽 경기 종목
- 월드 게임